# Кулпи, Левир
Леви́р Ку́лпи (порт.-браз. Levir Culpi), в бытность игроком был известен как просто Левир (род. 28 февраля 1953, Куритиба) — бразильский футболист, выступавший на позиции защитника, затем — тренер.

## Биография

### Игровая карьера
Является воспитанником школы «Коритибы», в основном составе которой дебютировал в 1971 году. После двух подряд титулов чемпиона штата Парана в 1973 году перешёл в «Ботафого», но уже через год присоединился к «Санта-Крузу» из Ресифи. С этой командой выиграл чемпионат штата Пернамбуку в 1976 году.
В 1977 году стал игроком «Колорадо» — клуба-предшественника «Параны», образованной в 1989 году. За исключением третьего титула чемпиона штата Парана в 1980 году, Левир (под таким именем защитник выступал в бытность футболистом) особых достижений с командой не добился. Дважды его отдавали в аренду — в том числе в сезоне 1979/80 в мексиканский «Атланте» — это был единственный случай, когда Левир играл за иностранный клуб, причём в этот единственный сезон бразилец был твёрдым игроком основного состава клуба из Мехико (ныне — из Канкуна).
В последние годы Левир выступал за «Фигейренсе», «Жувентуде» и свой первый клуб — «Коритибу».
В начале 1970-х годов Левир выступал за молодёжную сборную Бразилии, был её капитаном. В 1972 году в составе молодёжной сборной выиграл международный турнир в Каннах (Франция).

### Тренерская карьера
Завершив игровую карьеру в «Жувентуде», Левир Кулпи вскоре стал тренером этой команды. До конца 1980-х годов успел поработать ещё с пятью командами, а первого крупного успеха добился в 1989 году, выиграв с «Крисиумой» чемпионат штата Санта-Катарина. После этого возглавил свою первую большую команду, относящуюся к числу традиционных грандов Бразилии — «Интернасьонал», однако без особого успеха. В первой половине 1990-х регулярно менял команды, успев потренировать «Коритибу», «Крисиуму», саудовский «Аль-Иттифак», «Парану», «Гуарани» (Кампинас); с «Параной» в 1993 году выиграл чемпионат штата. В 1994 году впервые возглавил «Атлетико Минейро», спустя год выиграв с «галос» чемпионат штата Минас-Жерайс, который является одним из ведущих в Бразилии.
После краткосрочного пребывания в «Португезе» в 1996 году Кулпи возглавил «Крузейро» и сразу же привёл команду к победе в чемпионате штата, став, таким образом, победителем этого турнира второй год подряд — но с разными командами. В июне Кулпи добился своего первого национального титула — его «Крузейро» по сумме двух матчей (1:1; 1:2) обыграл «Палмейрас» в финале Кубка Бразилии. Отметился тренер и на международной арене, выведя свою команду в финал Суперкубка Либертадорес.
В 1997 году Кулпи тренировал японскую «Сересу Осаку», а после возвращения в «Крузейро» продолжил выигрывать трофеи — помимо победы в первом розыгрыше малозначимого регионального Кубка Центрально-западного региона (1999) команда Кулпи завоевала в 1998 году очередной титул чемпионов штата, а также Рекопу Южной Америки. Также «лисы» в 1998 году дошли до финалов Кубка Бразилии и Кубка Меркосур.
В 2000 году Левир Кулпи привёл «Сан-Паулу» к победе в чемпионате одноимённого штата и вывел «трёхцветных» в финал Кубка Бразилии.
В первой половине 2000-х годов Левир Кулпи не завоёвывал трофеев, но периодически его команды добивались довольно высоких результатов. Так, в 2001 году «Спорт Ресифи» дошёл до финала Кубка Нордесте, в 2003 году «Ботафого» под руководством Кулпи занял второе место в бразильской Серии B, выполнив, таким образом, задачу на сезон по возвращению в элиту. Уже в следующем году руководимый Левиром «Атлетико Паранаэнсе» стал вице-чемпионом Бразилии.
В третий раз возглавив «Атлетико Минейро» в 2006 году, Кулпи вывел команду из кризиса — «галос» сумели выиграть Серию B в 2006 году, а в 2007 году победили в чемпионате штата. После этого Левир Кулпи четыре года работал с «Сересой Осакой». В конце 2011 года вернулся в Бразилию и больше не планировал никого тренировать. Однако в августе 2012 года руководство «Сересо» уговорило Кулпи вернуться в команду, которая стала вести борьбу за выживание в элитном дивизионе чемпионата Японии.
В 2014 году вновь возглавил «Атлетико Минейро», и сразу же завоевал Кубок Бразилии и вторую для себя Рекопу Южной Америки. В 2015 году выиграл с «галос» чемпионат штата, а также привёл команду ко второму месту в чемпионате Бразилии.
В 2016 году работал с «Флуминенсе». Привёл «трёхцветных» к победе в первом розыгрыше Примейра-лиги. Эта победа стала для Кулпи последним трофеем в тренерской карьере.
В 2017—2018 годах тренировал «Сантос» и японскую «Гамбу Осаку», а в 2018—2019 годах в пятый раз — «Атлетико Минейро». В конце 2019 года Левир Кулпи объявил о завершении своей тренерской карьеры.

## Титулы и достижения
В качестве игрока
- Чемпион штата Парана (3): 1971, 1972, 1980
- Чемпион штата Пернамбуку (1): 1980
- Чемпион Интериора штата Риу-Гранди-ду-Сул (1): 1986

В качестве тренера
- Чемпион штата Сан-Паулу (1): 2000
- Чемпион штата Минас-Жерайс (5): 1995, 1996, 1998, 2007, 2015
- Обладатель Кубка штата Минас-Жерайс (1): 1999
- Чемпион штата Парана (1): 1993
- Чемпион штата Санта-Катарина (1): 1989
- Вице-чемпион Бразилии (3): 1998, 2004, 2015
- Победитель Серии B Бразилии (2): 1988, 2006
- Вице-чемпион Серии B Бразилии (1): 2003
- Чемпион Кубка Бразилии (2): 1996, 2014
- Финалист Кубка Бразилии (2): 1998, 2000
- Победитель Примейра-лиги Бразилии (1): 2016
- Обладатель Кубка Центрально-западного региона (1): 1999
- Финалист Кубка Нордесте (1): 2001
- Финалист Кубка Меркосур (1): 1998
- Обладатель Рекопы Южной Америки (2): 1998, 2014
- Финалист Суперкубка Либертадорес (1): 1996
- Лучший тренер штата Минас-Жерайс (трофей Теле Сантаны): 2001, 2006